# Raúl Cano
Raúl Cano Cano (Madrid, 3 de noviembre de 1971) es un actor y humorista español. 
Desde 1997 forma parte del grupo de teatro Yllana, con quienes ha presentado las obras ¡Muu!, Glub Glub, 666 (1997), Star Trip, Brokers y Action man (una parodia de James Bond, las aventuras de un superagente cuyo cuerpo está formado por partes humanas y partes robóticas).
En 2008, Cano debutó como actor de televisión en la serie La tira (interpretando a Luis). Apareció en La hora de José Mota (en 2009) y en La que se avecina.
En teatro está realizando la obra Action man.

## Trabajos[8]
- 2000: El comisario (serie de televisión).
- 2002: La balsa de piedra (largometraje), como ayudante de Pedro.[9]
- 2008-2010: La tira (serie de televisión).
- 2009: La que se avecina (serie de televisión), como Luis Ángel Ceballos
- 2009-2010: Con el vértigo en los talones (película de televisión).
- 2009-2011: Chic-cas (serie de televisión).[10][11]
- 2009-2012: La hora de José Mota (serie de televisión).
- 2011: Seven: Los siete pecados capitales de provincia (película de televisión), como el obispo de Cantérbury
- 2013; 2017: Me resbala (programa de humor), como invitado y ganador de un programa.
- 2013: La noche de José Mota (serie de televisión).
- 2015-2018: José Mota presenta... (serie de televisión).
- 2015-2017: Acacias 38 (serie de televisión)
- 2019-2020: Flipante Noa (serie de televisión)